# Emerson Harrington

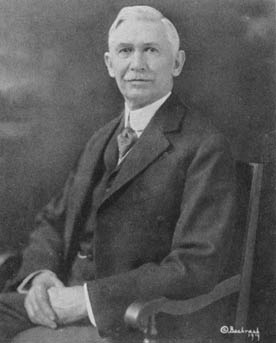
Emerson Harrington, 1919

Emerson Columbus Harrington (* 26. März 1864 im Dorchester County, Maryland; † 15. Dezember 1945 in Cambridge, Maryland) war ein US-amerikanischer Politiker und von 1916 bis 1920 Gouverneur des Bundesstaates Maryland.

## Frühe Jahre und politischer Aufstieg
Harrington besuchte zunächst die öffentlichen Schulen in seiner Heimat und dann bis 1886 das St. John’s College in Annapolis. Anschließend studierte er noch Jura. Das dazu notwendige Geld verdiente er sich als Lehrer. Nach seiner im Jahr 1898 erfolgten Zulassung als Rechtsanwalt begann er in seinem neuen Beruf zu arbeiten. Zwischen 1899 und 1903 war er Staatsanwalt im Dorchester County. Danach war er privat als Anwalt tätig. Im Jahr 1910 wurde er Versicherungsbeauftragter (Insurance Commissioner) des Staates Maryland. Zwischen 1912 und 1916 war er Leiter des Rechnungshofes (Comptroller of the Treasury) in diesem Staat. Im Jahr 1915 gelang es ihm trotz einiger Widerstände innerhalb seiner Partei, zum Spitzenkandidaten für die anstehenden Gouverneurswahlen ernannt zu werden. Am 2. November 1915 wurde er dann zum neuen Gouverneur seines Staates gewählt.

## Gouverneur von Maryland
Emerson Harrington trat sein neues Amt am 12. Januar 1916 an. In seiner vierjährigen Amtszeit wurden ein Begnadigungsausschuss eingerichtet und ein Fährdienst zwischen den östlichen Landesteilen und der Stadt Annapolis eingerichtet. Damals entstand auch ein Umweltausschuss (Conservation Commission). Entgegen den allgemeinen Erwartungen unterstützte Gouverneur Harrington sowohl die Forderungen nach dem Frauenwahlrecht als auch ein Prohibitionsgesetz. Im Schulwesen wurden die Gehälter der Lehrer angehoben. In Harringtons Amtszeit fällt der Erste Weltkrieg. Der Gouverneur unterstützte die Kriegsanstrengungen der Bundesregierung und richtete in Maryland einen eigenen Verteidigungsrat ein. Damals entstand auch eine neue Militärbasis, die später den Namen Fort George Meade erhielt.

## Weiterer Lebenslauf
Harringtons Amtszeit endete am 14. Januar 1920. Danach arbeitete er als Rechtsanwalt. Im Jahr 1926 bewarb er sich erfolglos um die Stelle eines Richters. Harrington war dann Präsident der People’s Loan, Savings and Deposit Bank in Cambridge und der Annapolis-Clairborne Ferry Company. Emerson Harrington starb im Dezember 1945. Mit seiner Frau Gertrude Johnson hatte er drei Kinder.